# Paulstown
Paulstown (iriska: Baile Phóil) är en ort i republiken Irland.   Den ligger i grevskapet Kilkenny och provinsen Leinster, i den centrala delen av landet, 90 km sydväst om huvudstaden Dublin. Antalet invånare är 791.